# Adrien Pasquali
Pour les articles homonymes, voir Pasquali.
Adrien Pasquali, né le 5 septembre 1958 à Bagnes et mort le 23 mars 1999 à Paris, est un écrivain, traducteur et universitaire suisse de langue française.

## Biographie
Fils d'un ouvrier italien émigré, Adrien Pasquali naît à Bagnes en 1958. Il étudie au Collège de Saint-Maurice, puis à l'Université de Fribourg où il obtient un doctorat avec une thèse consacrée au roman Adam et Ève de Charles Ferdinand Ramuz. 
Il est ensuite lecteur à l'Université de Saint-Gall et à l'Université de Zurich, et devient en 1997 chargé de cours en littérature romande à l'Université de Genève.
Le 23 mars 1999, il se suicide par pendaison à Paris
, où il vivait depuis plusieurs années. Son ami d'enfance l'écrivain Jérôme Meizoz écrit en sa mémoire le livre Lettres au pendu et autres écrits de la boîte noire en 2011.

## Œuvre[5]

### Romans et récits
- 1984 : Éloge du migrant. È pericoloso sporgersi, récit, L'Aire
- 1986 : Les Portes d'Italie, récit, L'Aire
- Portrait de l'artiste en jeune tisserin
  - L'Histoire dérobée, roman, L'Aire, 1988
  - Passons à l'ouvrage, roman, Zoé, 1989
- 1988 : Un amour irrésolu, roman, L'Aire
- 1990 : Le Veilleur de Paris, roman, Zoé
- 1993 : Une vie de livre, récit, Zoé
- 1994 : La Matta, roman, Zoé
- 1999 : Le Pain de silence, roman, Zoé
- 2000 (posthume) : Mauvais coton, Zoé

### Poésie
- 1991 : Sextant, poème musical en six parties

### Essais
- 1994 : Le Tour des horizons. Critique et récits de voyage, Klincksieck
- 1996 : Nicolas Bouvier. Un galet dans le torrent du monde, Zoé
- C. F. Ramuz. Adam & Ève. Étude génétique, édition critique et proposition de lecture, Minard (thèse de doctorat)
  - I. Genèse du récit, 1993
  - II. Édition critique, 1997

### Traductions
Adrien Pasquali a traduit en français plusieurs auteurs de langue italienne, tels qu'Alice Ceresa, Mario Lavagetto (it), Aurelio Buletti (it), Giovanni Orelli et Roberto Bazlen.

## Liens
- Ressource relative à la recherche :   - Persée
- Notice dans un dictionnaire ou une encyclopédie généraliste :   - Deutsche Biographie
- Notices d'autorité :   - VIAF
  - ISNI
  - BnF (données)
  - IdRef
  - LCCN
  - GND
  - CiNii
  - Espagne
  - Pays-Bas
  - Pologne
  - NUKAT
  - Australie
  - Norvège
  - Tchéquie
  - WorldCat